# Vi (họ)
Vi là một họ của người thuộc vùng Văn hóa Đông Á. Họ này có mặt ở Việt Nam, Triều Tiên (Hangul: 위, Romaja quốc ngữ: Wi) và Trung Quốc (chữ Hán: 韋, Bính âm: Wei).
Họ Vi ở Việt Nam tập trung chủ yếu ở Lạng Sơn, Bắc Giang, Nghệ An, Bắc Kạn, Yên Bái và một chi nhánh ở Thái Bình, An Giang, Quảng Ngãi. Tại Trung Quốc trong danh sách Bách gia tính họ Vi đứng thứ 50, và theo thống kê năm 2006 họ Vi xếp thứ 68 về mức độ phổ biến.

## Người Việt Nam họ Vi có danh tiếng
- Vi Thủ An, Người Tày, tướng dưới trướng Lý Thường Kiệt.
- Vi Hùng Thắng ,quận công nhà Trần , tướng dưới trướng Trần Hưng Đạo.
- Vi Văn Định, Tổng đốc Thái Bình trước Chiến tranh thế giới thứ hai.
- Vi Huyền Đắc, nhà giáo, nhà văn, nhà biên khảo, nhà soạn kịch Việt Nam.
- Vy Văn Thành, Chủ tịch Ủy ban Nhân dân tỉnh Lạng Sơn, dân tộc Tày.
- Vi Thùy Linh, nhà thơ Việt Nam.
- Vi Văn Long, Trung tướng Việt Nam, Nguyên Phó Tổng Cục trưởng Tổng cục An ninh, Bộ Công an.
- Vi Văn Mạn, Ủy viên Trung ương Đảng khóa X, Trung tướng, Chính ủy Quân khu 1.
- Vi Văn Liên, Thiếu tướng, Nguyên Phó Tư lệnh Quân chủng Phòng không - Không quân, Bộ Quốc phòng.
- Vi Kiến Thành, Cục trưởng Cục Mỹ thuật, Nhiếp ảnh và Triển lãm trực thuộc Bộ Văn hóa, Thể thao và Du lịch.

## Người Trung Quốc họ Vi có danh tiếng
- Vi Duệ, nhân vật quân sự và chính trị thời Nam-Bắc triều.
- Vi Ứng Vật, nhà thơ thời Đường
- Vi hoàng hậu (Đường Trung Tông), hoàng hậu của Đường Trung Tông nhà Đường
- Vi Xương Huy, Bắc Vương của Thái Bình Thiên Quốc
- Vi Quốc Thanh (Wei Guoqing, 1913-1989) người Tráng, tướng của quân đội Trung Quốc, Trưởng đoàn cố vấn quân sự Trung Quốc tại Việt Nam 1954, chức cao nhất Phó chủ tịch Hội nghị Chính trị Hiệp thương Nhân dân, từ chức Ủy viên Bộ Chính trị Đảng Cộng sản Trung Quốc tại Hội nghị Trung ương 5 (1985).
- Vi Gia Huy, đạo diễn Hồng Kông

## Nhân vật khác
- Vi Tiểu Bảo,Nhân Vật trong tiểu thuyết Lộc Đỉnh Ký của Kim Dung